# Арені (печера)
Печера Арені (вірм. Արենիի քարանձավ) — комплекс печер, що розташований на півдні Вірменії в області Вайоц-Дзор поблизу села Арені на висоті близько 1080 м над рівнем моря. У печері що містить кілька культурних шарів дослідниками виявлений комплекс епохи кам'яної доби та енеоліту з глинобитними будівлями, що датуються 3900-3700 роками до нашої ери. Найранішній культурний шар відноситься до V—VI-тис. до. н. е., найпізніший до XII—XIV століть.

## Розташування та структура печери
Карстова печера Арені відома також під ім'ям «Пташина печера», розташована на південному сході Вірменії в області Вайоц-Дзор, за 12 км від міста Єхегнадзор. Печера виникла з трьох залів в вапнякових скельних утвореннях долини річки Арпа. Вхід в печеру являє собою вузьку ущелину в скелястих вапняних утвореннях лівого берега річки Арпа. Навпроти печери знаходиться кам'яна скеля, яка закриває горизонт. Абсолютна висота печери становить близько 1080 метрів над рівнем моря, підйом до печери від шосе по крутому схилу становить 30-35 м. Площа печери становить за різними даними від 400 до більш ніж 600 кв. м, від неї відходять в сторони кілька відсіків, чи галерей. Усередині пам'ятника зверху нависають покриті чорним нальотом склепіння. У печері є безліч коридорів і переходів, які частково були закладені ще в давнину.

## Історія
В давнину печера була давнім і значним поселенням Гавара Вайоц-Дзор Сюнікського ашхара Великої Вірменії. Істориком V століття Єгіше Арені було згадано під ім'ям Арпунял, Арпанял (Арбанял). Поселення було дорожнім вузлом і військовим пунктом, що перекриває ущелині, яке з'єднувало рівнину Шарура з Вайоц-Дзором. Воно мало торговельні зв'язки з різними територіями по всьому Близькому Сходу, свідченням цього є знайдена в печері кераміка чотирьох типів, і лише один з них вважається посудом місцевого виробництва. На прилеглих від печери височинах (ущелина Амагу) у давні часи знаходилися фортеця і замок, руїни яких збереглися до наших днів.
Печера була відкрита науковим співробітником інституту археології та етнографії НАН РА археологом Борисом Гаспаряном, в ній було багато пташиних гнізд завдяки чому за печерою закріпилася альтернативна назва — «Пташина». Неподалік знаходиться ресторан, який за рахунок печери вирішили розширити, влаштувавши в ній новий зал. Проте незабаром після початку розширення господар ресторану помер. Місцеві жителі кажуть, що духам печери влаштовані для розширення вибухи не сподобалися і вони забрали душу необережного будівельника з собою в глиб гори.

## Розкопки
Археологічні роботи в печері ведуться з 2007 року, експедицію очолюють Борис Гаспарян (Вірменія), Григорій Арешян (США) і Рон Пінхас (Ірландія). У розкопках беруть участь вчені з Інституту археології та етнографії АН Вірменії, Каліфорнійського інституту імені Ллойда Котсена, а також з Коркського університетського коледжу Ірландії. У результаті попередньої розвідки вдалося встановити, що печера має не менше 5-6 шарів енеолітичної епохи, глибиною більше чотирьох метрів (радіовуглецеві дати коливаються в межах 4300-3500 рр. до н. е.). Біля входу в печеру на площі 85 м² в ході розкопок було виявлено останки будинків, вимощені двориком і глинобитними структурами. У задній частині печери на площі 40 м² було відкрито складське приміщення зі вкопаними в відкладення судинами для зберігання харчових запасів і круглими глиняними структурами виробничого призначення.
Кераміка виявлена археологами схожа з посудом першої фази куро-аракської культури схожій з артефактами знайденими при розкопках інших пам'ятників Вірменії як Талін і Елара. Техніко-типологічні відмінності кераміки цих двох, різних у хронологічному відношенні верств припускає можливість наявності двох фаз у пізньому енеоліті Південного Кавказу: ранньої (4000-3700 рр.. до н. е..) та пізньої (3600-3500 рр.. до н. е.). Знаходження кераміки з техніко-технологічними особливостями повторює енеолітичний посуд, а за формами близькою до зразків кераміки куро-аракської культури в розкопаних шарах (при цьому в першому горизонті кількість подібних зразків зростає), говорить про зародження кераміки куро-аракської культури з енеоліту. Знахідки, зроблені в печері, свідчать про зародження цивілізації на території сучасної Вірменії на 800 років раніше, ніж вважалося раніше, тобто приблизно в той же час, що і на територіях Південного Ірану. Завдяки цим же розкопкам вдалося встановити, що Майкопська культура, і культура Кура-Аракс з'явилися і поширилися на 1000 років раніше, ніж до цього вважали в учених колах.